# さいたま市立大久保東小学校
さいたま市立大久保東小学校（さいたましりつ おおくぼひがししょうがっこう）は、埼玉県さいたま市桜区にある公立小学校。

## 沿革
- 1975年（昭和50年）4月1日 - 大久保小学校より分離し、浦和市立大久保東小学校が開校。

と称し開校される。 
- 1976年（昭和51年）3月11日 - 校歌制定。
- 2001年（平成13年）5月1日 - さいたま市誕生により、さいたま市立大久保東小学校に改称。

## 交通
- JR京浜東北線北浦和駅西口から西武バス大久保行き乗車、「領家」停留所下車。